# Градът на бащите
Градът на бащите (на корейски: 부산, на английски: City of Fathers) е южнокорейски филм от 2009 г., по сценарий и режисура на Пак Джи Уон.

## Сюжет
Канг Су е уличен бандит в Пусан. Той е алкохолик и пристрастен към хазарта, който винаги бяга от лихвари. Когато непокорният му син тийнейджър Чонг Чул е диагностициран с рак на бъбреците, Канг Су се опитва да бъде истински родител за пръв път и търси биологичния баща на момчето, Те Сук. Те Сук обаче отказва да помогне.

## Актьорски състав
- Ким Йонг Хо
- Ко Чанг Сок
- Ю Сънг Хо
- Чо Джин Унг
- Джун Сун Кюнг
- И Се На
- Чо Че Юн
- Ким Чонг Те
- Кванг Сънг Он